# Konstanty Plisowski
Konstanty Plisowski, (1890 – 1940) est un officier général polonais (Major-General)

## Biographie
Né en Podolie (Ukraine), il est formé à l'École des cadets d'Odessa, il fit toute sa carrière, pour l'essentiel entre les deux guerres mondiales, dans la cavalerie polonaise.
Il exerça successivement les commandements suivants :
- 1920 4e Brigade de cavalerie
- 1920–1921 6e Brigade de cavalerie
- 1921 Il fait fonction de chef de la 1re Division de cavalerie, puis, il commande la 8e Brigade de cavalerie
- 1923 11e Brigade de cavalerie
- 1923-1927 6e Brigade de cavalerie
- 1927–1930 5e Brigade indépendante de cavalerie. Il est nommé général de brigade le 4 janvier 1929.

Il prend sa retraite en 1930. Mais, il est rappelé en 1939.
On lui confie alors le commandement de la forteresse de Brest-Litovsk où il subira l'assaut des forces de Guderian. À l'issue de la bataille, il prendra brièvement la tête de la Brigade de cavalerie Nowogrod.
Pris par les Soviétiques le 28 septembre, au même moment que le général Anders, il sera interné dans un camp du NKVD à Starobielsk. Il mourra en captivité en 1940. Son corps est inhumé au cimetière des victimes polonaises du NKVD à Kharkiv.

## Distinctions et honneurs
- Croix d'argent de l'Ordre de la Virtuti Militari (1921)
- Chevalier de la Légion d'honneur (1921)

## Sources et références
Certaines informations sont puisées dans l'article homonyme de la Wikipedia polonaise.
1. ↑  Mémoires du Général Anders, La Jeune Parque, Paris 1946, p. 182

- (en) général Plisowski sur le site generals.dk